# APB – A milliárdos körzet
Az APB – A milliárdos körzet (eredeti cím: APB ami az all-points bulletin rövdiítése) 2017-ben bemutatott amerikai televíziós sorozat. A műsor alkotója David Slack, a történet pedig a New York Times egyik cikkét alapul véve egy milliárdosról szól, aki technológiai fejlesztésekkel igyekszik jobbá tenni a chicagoi rendőrséget. A főszereplők közt megtalálható Justin Kirk, Natalie Martinez, Caitlin Stasey, Taylor Handley és Ernie Hudson.
A sorozatot az Amerikai Egyesült Államokban a Fox adta 2017. február 6. és április 24. között, Magyarországon a PRIME mutatta be 2017. augusztus 8-án.

## Cselekmény
A sorozat főszereplője Gideon Reeves, a technológiával foglalkozó milliárdos, akinek egy nap váratlanül meggyilkolják a barátját. A chicagoi rendőrség azonban teljesen koordinálatlanná vált és sehogy se halad a nyomozással, ezért Gideon felvásárolja az egész rendőrséget, hogy technológiai felszerelésekkel javítsa fel. Bár a veteránok nem igazán hajlandók a változásra, Gideon így is segítségre talál az ambiciózus rendőr Theresa Murphy és a technikus Ada Hamilton személyében.

## Szereplők
| Szereplő        | Színész            | Magyar hang      |
| --------------- | ------------------ | ---------------- |
| Gideon Reeves   | Justin Kirk        | Rajkai Zoltán    |
| Theresa Murphy  | Natalie Martinez   | Pálmai Anna      |
| Nicholas Brandt | Taylor Handley     | Markovics Tamás  |
| Ada Hamilton    | Caitlin Stasey     | Gáspár Kata      |
| Tasha Goss      | Tamberla Perry     | Agócs Judit      |
| Michael Salgado | Nestor Serrano     | Jakab Csaba      |
| Ned Conrad      | Ernie Hudson       | Schneider Zoltán |
| Scott Murphy    | Daniel MacPherson  | Szabó Máté       |
| Raymond Hauser  | Kevin Chapman      |                  |
| Mita            | Marlene Forte      | Szórádi Erika    |
| Geoff Cobb      | William Smillie    | Vári Attila      |
| Michelle        | Atra Asdou         |                  |
| Mateo Murphy    | Nathaniel Buescher | Sándor Barnabás  |
| Jimmy Reyes     | Bryant Romo        | Magyar Bálint    |

## Epizódok
| Sor. | Év. | Cím                  | Rendező           | Író                                                     | Premier                                | Nézettség   | Gyártási szám |
| --- | --- | -------------------- | ----------------- | ------------------------------------------------------- | -------------------------------------- | ----------- | ------------- |
| 1. | 1.  | Hard Reset           | Len Wiseman       | Történet: David Slack Tévéjáték: David Slack , Matt Nix | 2017. február 6. 2017. augusztus 8.    | 6,10 millió | 1AZS01        |
| 2. | 2.  | Personal Matters     | Duane Clark       | Trey Callaway , Matt Nix                                | 2017. február 13. 2017. augusztus 15.  | 4,53 millió | 1AZS02        |
| Gedeon új innovációival lendíti fel a bűnesetek kinyomozását városszerte. Újításai azonban nem mindenki tetszését nyerik el.                                                                                           |     |                      |                   |                                                         |                                        |             |               |
| 3. | 3.  | Hate of Comrades     | Oz Scott          | Tony Camerino                                           | 2017. február 20. 2017. augusztus 22.  | 3,75 millió | 1AZS04        |
| Megölnek egy biztonsági őrt, aki sokat jelentett Murphy számára. Eközben Scott vizsgálódni kezd az APB használata miatt.                                                                                               |     |                      |                   |                                                         |                                        |             |               |
| 4. | 4.  | Signal Loss          | Ami Canaan Mann   | Krystal Houghton Ziv                                    | 2017. február 27. 2017. augusztus 29.  | 3,36 millió | 1AZS03        |
| Brandt komoly veszélybe keveredik egy beépített művelet során. |     |                      |                   |                                                         |                                        |             |               |
| 5. | 5.  | Above & Beyond       | John Putch        | Christal Henry                                          | 2017. március 6. 2017. szeptember 5.   | 3,53 millió | 1AZS05        |
| Gideon és Martinez új technológiát akar alkalmazni, hogy segítse az ügyüket, miután egy ember szélsőséges intézkedései az igazságért megkérdőjeleződnek. Az államügyész folytatja a vizsgálatot a 13. kerület ügyében. |     |                      |                   |                                                         |                                        |             |               |
| 6. | 6.  | Daddy's Home         | Darnell Martin    | Ingrid Escajeda                                         | 2017. március 13. 2017. szeptember 12. | 3,25 millió | 1AZS10        |
| Miután Gideon apja bajban találja magát, segítségért fordul fiához. Időközben Brandt és Goss egy nagy autótolvaj banda fejének nyomába erednek.                                                                        |     |                      |                   |                                                         |                                        |             |               |
| 7. | 7.  | Risky Business       | Craig Siebels     | Carly Sotteras                                          | 2017. március 20. 2017. szeptember 19. | 2,88 millió | 1AZS06        |
| Gideon élete veszélybe kerül, mikor kiderül, hogy a Reeves Vállalat egyik nagy rendezvényén valaki merényletet tervez ellene.                                                                                          |     |                      |                   |                                                         |                                        |             |               |
| 8. | 8.  | Fueling Fires        | Eriq La Salle     | Trey Callaway , Nick Hawthorne                          | 2017. március 27. 2017. szeptember 26. | 2,79 millió | 1AZS07        |
| Egy lakóépületben tűz tör ki, de az ok több egyszerű bandák közti rivalizálásnál. Eközben Brandtet megkéri egy régi barátja, hogy segítsen neki bekerülni a rendőrséghez.                                              |     |                      |                   |                                                         |                                        |             |               |
| 9. | 9.  | Last Train to Europa | Matt Earl Beesley | Matt Pitts                                              | 2017. április 3. 2017. október 3.      | 2,63 millió | 1AZS08        |
| Gideon kezéből kicsúszni látszik a Reeves vállalat irányítása, így a 13-as őrs működése is veszélybe kerül. Eközben Ada hacker ismerőse is le akar számolni Gideonnal.                                                 |     |                      |                   |                                                         |                                        |             |               |
| 10. | 10. | Strange Bedfellows   | Jeffrey Hunt      | Mo Masi                                                 | 2017. április 10. 2017. október 10.    | 2,86 millió | 1AZS09        |
| A város bandái ismét összecsapnak, miután valaki megerőszakol egy lányt az egyikük területén. Ada megpróbál megszabadulni a David által jelentett fenyegetéstől.                                                       |     |                      |                   |                                                         |                                        |             |               |
| 11. | 11. | Pandora's Box        | Guy Norman Bee    | Matt Nix , Jorge Rivera                                 | 2017. április 17. 2017. október 17.    | 2,73 millió | 1AZS11        |
| Gideon komoly fenyegetést kap Danny-től, ezért a védelme érdekében Murphy-vel a saját házába zárkózik be. Eközben a városban is elszabadul a pokol.                                                                    |     |                      |                   |                                                         |                                        |             |               |
| 12. | 12. | Ricochet             | Duane Clark       | Trey Callaway , Matt Nix                                | 2017. április 24. 2017. október 24.    | 2,72 millió | 1AZS12        |
| A városban továbbra is tombol a pokol és senki sem tudja, milyen végkimenetele lesz a történteknek... |     |                      |                   |                                                         |                                        |             |               |